# Lasthenia ornduffii
Lasthenia ornduffii là một loài thực vật có hoa trong họ Cúc. Loài này được R.Chan mô tả khoa học đầu tiên.